# Chiesa della Madonna dell'Aiuto
La chiesa della Madonna dell'Aiuto, detta anche di Sant'Antonio, è una chiesa cattolica situata a Verla, capoluogo del comune di Giovo, in provincia e arcidiocesi di Trento.

## Storia

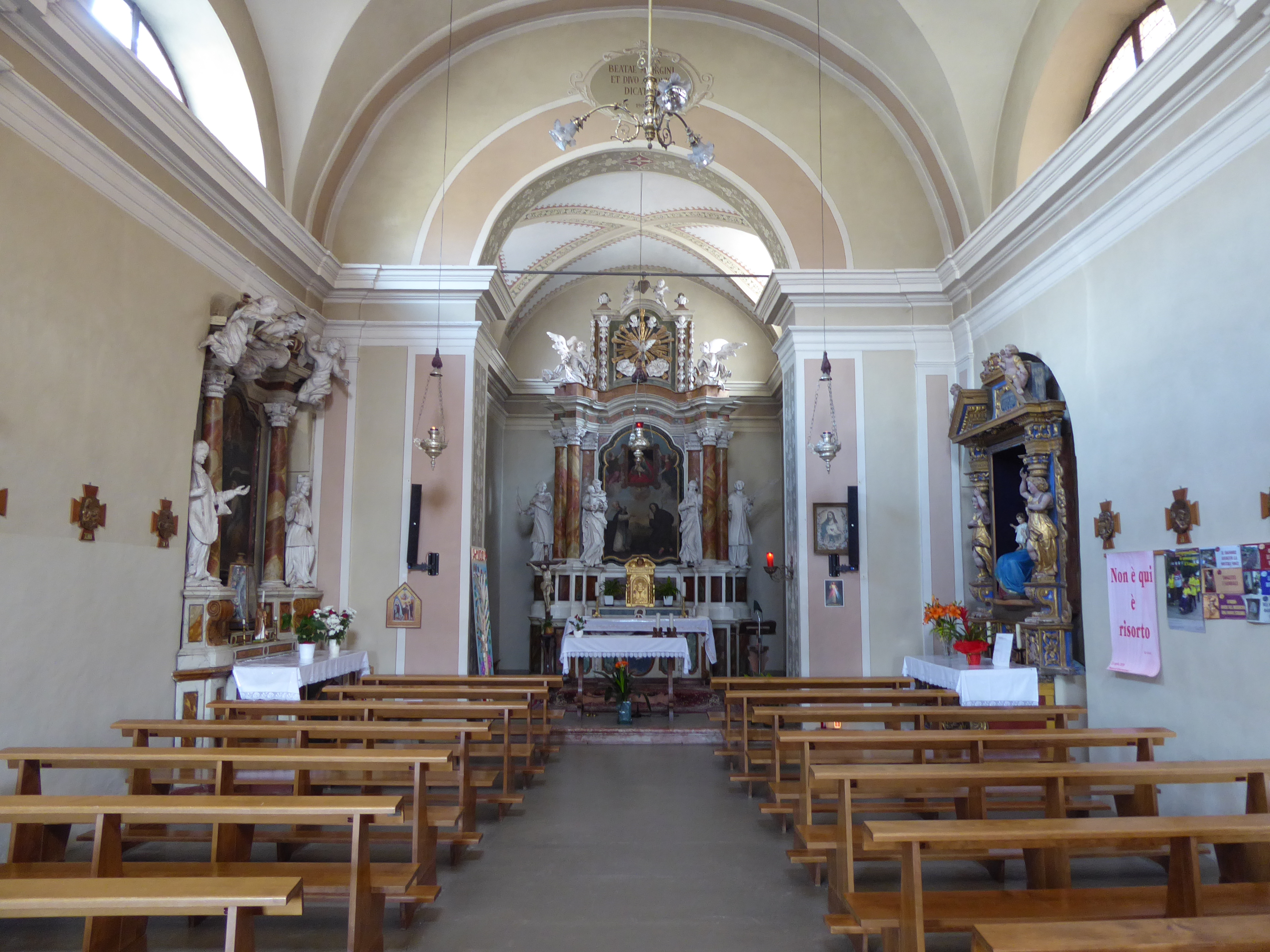
Interno

Nel 1706 il sindaco del comello di Verla e Mosana propose di costruire una chiesa all'interno dell'abitato di Verla: all'epoca infatti la chiesa pievana di Giovo era in posizione isolata, e altre frazioni del comune (Ceola, Palù, Ville) si erano già dotate di una chiesa propria per meglio servire la popolazione; l'autorizzazione venne però concessa dal vescovo di Trento Giovanni Michele Spaur solo il 13 aprile 1724.
La costruzione venne probabilmente avviata lo stesso anno, e venne completata nel 1733; l'autorizzazione vescovile a celebrarvi la messa giunse  a ottobre di quell'anno, e la consacrazione nel 1737. Come intestataria della chiesa venne scelta la Madonna dell'Aiuto, titolo con cui la Beata Vergine era assai venerata in territorio alpino (e in special modo in val di Cembra, dove, nella vicina Segonzano, sorge un santuario a lei dedicato); tuttavia già dal 1775 è documentata l'intitolazione alternativa a sant'Antonio abate, probabilmente di origine popolare.
L'esistenza della chiesetta si dimostrò provvidenziale pochi anni più tardi, quando, tra il 28 aprile e il 5 settembre del 1779, ospitò le funzioni liturgiche della pieve, mentre venivano trasferiti il tetto e gli arredi sacri dalla vecchia struttura a quella nuova (costruita più vicina, al limitare del paese). Verso la metà degli anni 1780 risulta che fosse officiata giornalmente a favore degli scolari, che vi si svolgessero le funzioni parrocchiali talvolta durante l'inverno, che vi si recitasse la terza parte del rosario in Quaresima e che venisse regolarmente frequentata nei giorni festivi per visitare la via Crucis, assente nella pieve: ciononostante rischiò di essere soppressa nel 1785 poiché l'allora parroco di Giovo non la riteneva necessaria, scelta a cui la popolazione di Verla si oppose saldamente.
Rimasta quindi in funzione, nel 1836 venne dotata di orologio sul campanile, e sottoposta a lavori di restauro negli anni 1877 (in questa occasione la finestra a lunetta della facciata venne trasformata in oculo), 1906, 1982 e 2006.

## Descrizione

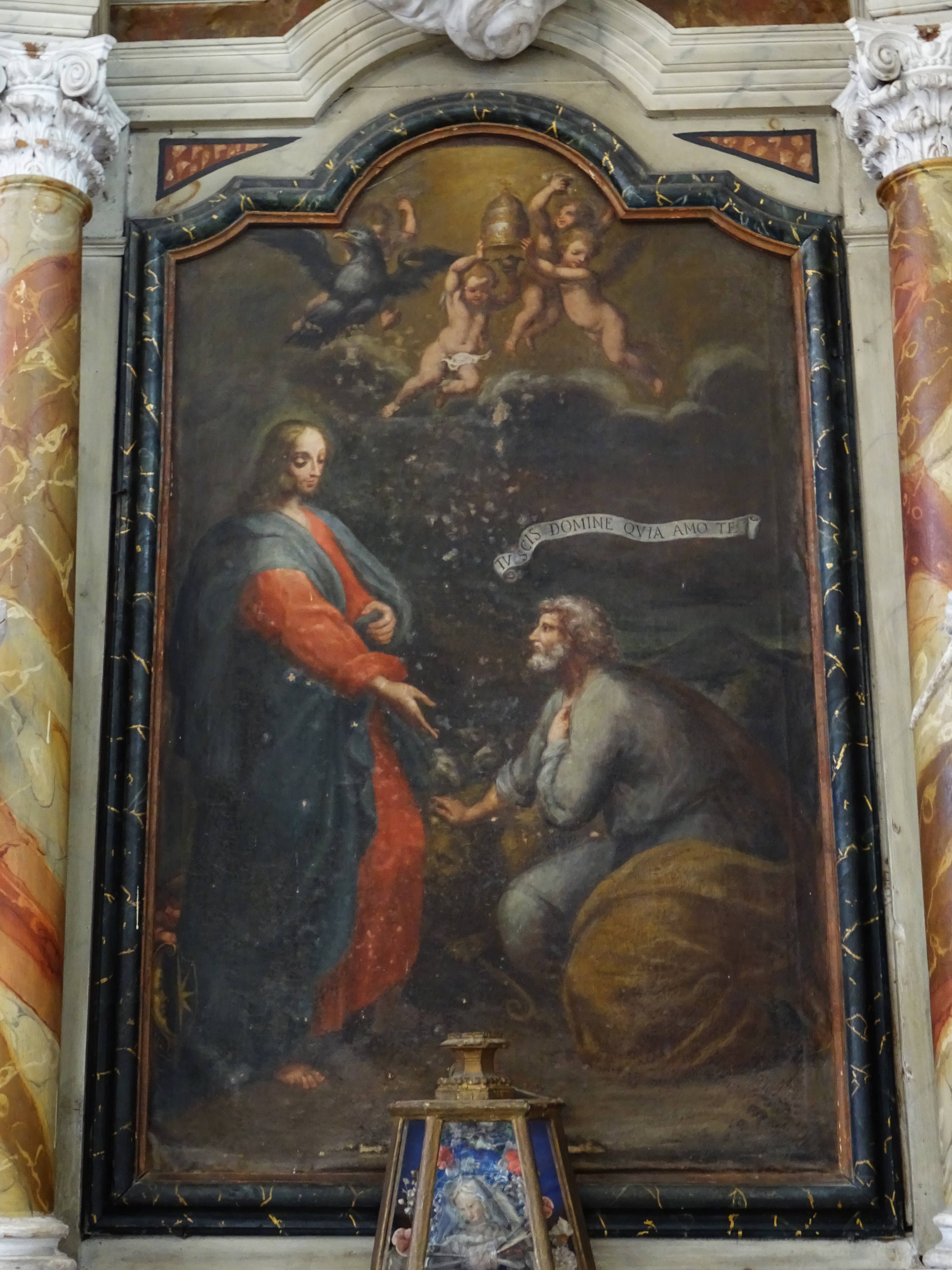
Pala dell'altare sinistro, raffigurante Cristo che consegna le chiavi a san Pietro, opera di don Martino Gabrielli

### Esterno
La chiesetta, orientata a nord e lunga un po' più di venti metri, è situata all'interno del centro abitato di Verla, in una piazzetta lungo l'antica strada che portava verso Cembra; si presenta con facciata a capanna, stretta tra due lesene in pietra a vista e sormontata da un frontone modanato e incorniciato da archetti pensili. Nella facciata si aprono il portale d'ingresso, rialzato su tre gradini, due finestre rettangolari ai suoi lati e un oculo al centro, e sono inoltre presenti una mostra d'orologio in mezzo al frontone e una meridiana a sinistra dell'oculo.
Le fiancate della chiesa sono semplici e simmetriche, aperte da tre finestre a lunetta ciascuna, due in corrispondenza delle campate della navata e una del presbiterio. La chiesa è dotata inoltre di sagrestia, posta dietro al presbiterio e leggermente disassata verso sinistra, e di un piccolo campanile a pianta quadrangolare, con cella campanaria ottagonale aperta da quattro monofore centinate concluso da un cupolino in lamiera metallica con croce apicale. 

### Interno

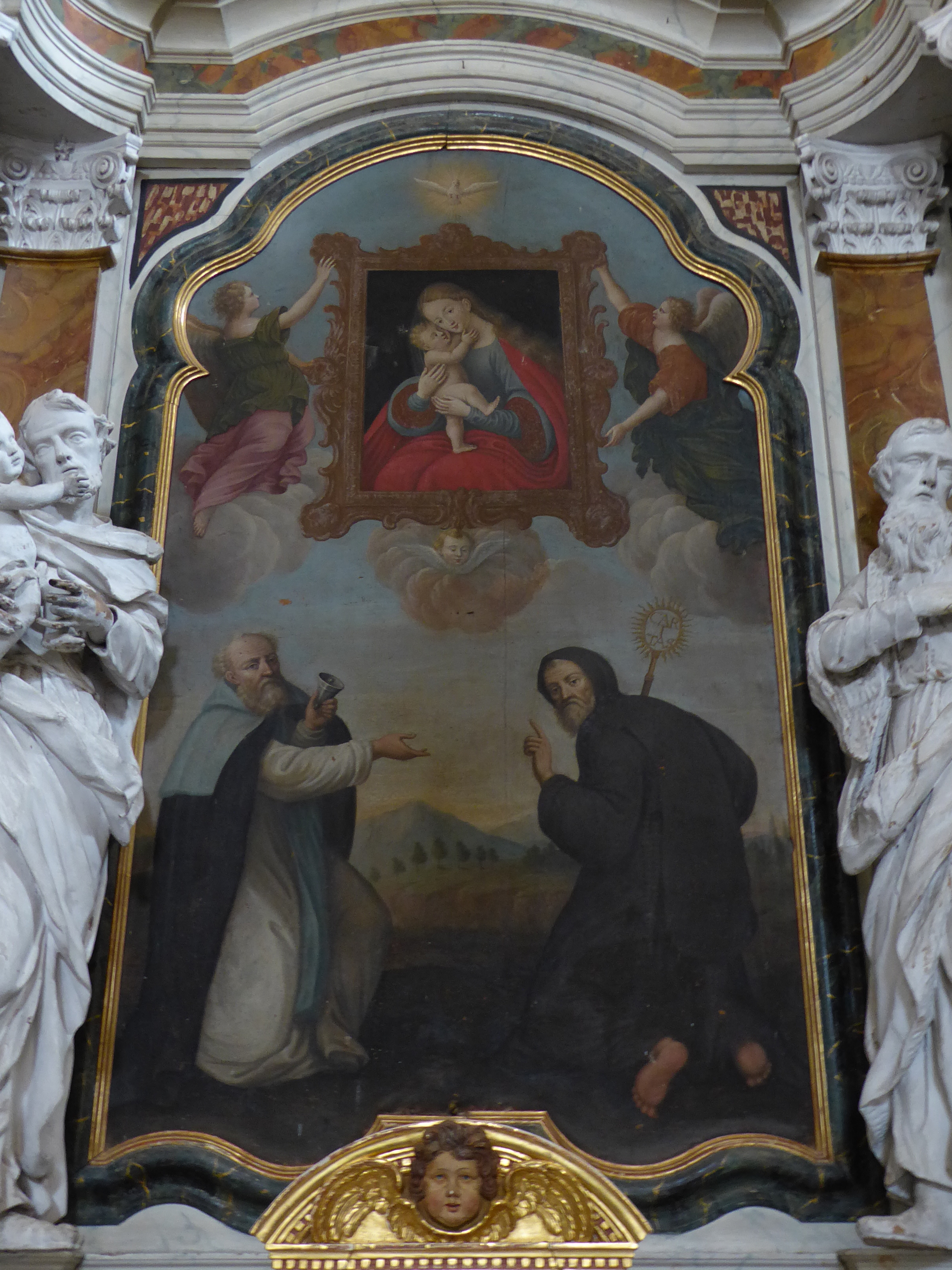
La pala dell'altare maggiore, raffigurante la Madonna dell'Aiuto con i santi Antonio abate e Francesco di Paola

L'interno della chiesa, raccordato lungo tutto il perimetro da un cornicione modanato, è a navata unica, suddivisa in due campate da coppie di lesene intonacate e coperta da volta a lunetta ribassata; l'arco santo introduce al presbiterio, sopraelevato di un gradino rispetto all'aula e coperto da volta a crociera. 
Vi sono tre altari: il maggiore, databile 1733-37, è in legno dipinto, opera di Giacomo Antonio Morandini da Predazzo (1698-1749), e ospita una pala raffigurante la Madonna dell'Aiuto (nell'iconografia ispirata alla Mariahilf di Lucas Cranach il Vecchio) con i santi Antonio abate e Francesco di Paola. Il dipinto è affiancato da due colonne e una lesena per parte, con una trabeazione superiore che segue la disposizione diagonale di tali sostegni; sopra si erge la cimasa, contenente la colomba dello Spirito Santo, contornata da angeli. Sull'altare si trovano altresì quattro statue, raffiguranti i santi Lorenzo, Giuseppe (con Gesù Bambino), Gioacchino e Stefano.
L'altare sinistro, simile al maggiore e probabilmente dello stesso autore, è dedicato a san Pietro: ospita un dipinto raffigurante Gesù Cristo che consegna a Pietro le chiavi del paradiso, opera di don Martino Gabrielli di Moena (1681-1747), è sormontato da una statua del Padreterno benedicente, mentre affiancano la pala altre due statue di santi (uno è Giovanni Nepomuceno); l'altare destro, riccamente intagliato e dorato e datato 1630, proviene probabilmente da un'altra chiesa, forse la vecchia pieve; è caratterizzato da statuine di angeli sulle colonne portanti, a mo' di cariatidi, e sopra la cimasa, ed è accompagnato da un antipendio scolpito ad angeli e girali vegetali (nonché da due ante intagliate, aggiunte successivamente ma poi trafugate).